# UFC 112
UFC 112: Invincible fue un evento de artes marciales mixtas celebrado por Ultimate Fighting Championship el 10 de abril de 2010 en el Concert Arena, Yas Island en Abu Dhabi, Emiratos Árabes Unidos.

## Historia
Se esperaba que Vitor Belfort se enfrentara a Anderson Silva por el campeonato de peso medio. Sin embargo, Belfort se lesionó el hombro durante el entrenamiento y no pudo estar presente en el evento. Se pensaba que Silva en lugar de otro escogiera a Chael Sonnen, pero fue incapaz de aceptar dado el poco tiempo de aviso, debido a laceraciones causadas en UFC 109 contra Nate Marquardt. Silva terminó enfrentándose a Demian Maia.

## Resultados
1. ↑  Por el Campeonato de Peso Medio de UFC.
2. ↑  Por el campeonato de peso ligero de UFC.

## Premios extras
Cada peleador recibió un bono de $75 000.
- Pelea de la Noche: Kendall Grove vs. Mark Muñoz
- KO de la Noche: DaMarques Johnson
- Sumisión de la Noche: Rafael dos Anjos